# Alejandro Utrilla
Alejandro de Utrilla Belbel (Alcalá la Real, 10 de septiembre de 1889-Granada, 12 de febrero de 1963) fue un militar español que organizó las milicias del Requeté en Navarra y participó en la Guerra Civil a favor del bando nacional.

## Biografía
Militar de carrera, ingresó en el arma de Caballería. Pasó la mayor parte de su vida militar en el protectorado español de Marruecos y participó en la guerra del Rif. Al proclamarse la Segunda República tenía el grado de teniente coronel y, opuesto al nuevo régimen, cesó en el servicio activo.

### Conspiración
Afiliado a la Comunión Tradicionalista, a principios de 1936 fue nombrado Inspector Regional de Requetés y fue enviado a Navarra para organizar estas milicias, a las órdenes de Antonio Lizarza. Junto con éste, recorrió los pueblos de Navarra y organizó a los voluntarios carlistas con exclusivo carácter militar, practicando instrucción, ejercicios tácticos, de tiro, etc.
Utrilla concibió la organización de los boinas rojas de Pamplona en tres Requetés, semejantes en número a las compañías de unidades del Ejército regular. Las tres compañías compondrían el «Tercio de Pamplona», cuyo número ascendía a 246 voluntarios y actuó antes de la guerra, ocupando puntos estratégicos de Pamplona con motivo de las elecciones de febrero de 1936 para evitar disturbios y defender los círculos carlistas.
Con respecto a su participación en los preparativos del Alzamiento, en su obra Alzamiento en España (1952), Félix Maíz afirmaría:

El Coronel Sanz de Larín y el Teniente Coronel Utrilla fueron maestros consumados en la táctica del despiste de sus actuaciones en la organización. Supieron trabajar, a pesar de la vigilancia a que estuvieron sometidos.

Y en su libro El Requeté (1957), el General Luis Redondo y el Comandante Juan de Zavala, escribieron:

El Teniente Coronel Utrilla particularmente desarrolló en Navarra una labor impresionante. Claro que los navarros se lo merecían. Tanto en la organización y en la instrucción, como en las actuaciones, no perdió un minuto y derrochó paciencia, ingenio y valor. Creó un magnífico cuadro de Oficiales y despertó por todas partes simpatía y cariño.

### Guerra Civil

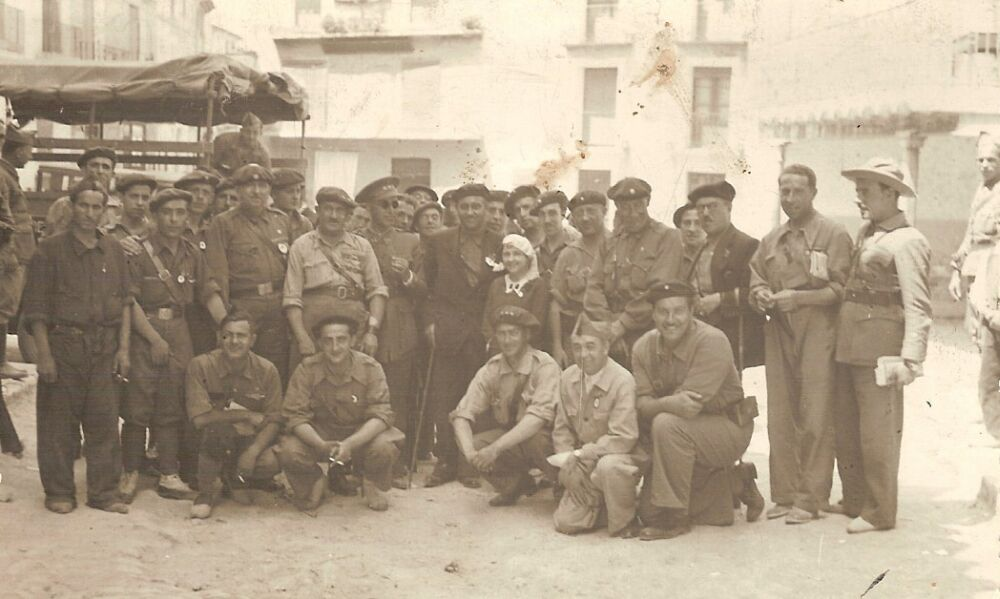
El Teniente Coronel Utrilla junto con Manuel Fal Conde, Jesús Comín y requetés navarros del tercio «María de las Nieves».

Conocedor de los planes de conspiración, en junio de 1936 José Alonso Mallol, director general de Seguridad, desplegó sus fuerzas en Navarra y detuvo a Utrilla pero, por falta de pruebas, fue puesto en libertad. Desde ese momento Utrilla anduvo escondido, pero logró entrevistarse el 14 de julio con el General Mola, siguiendo las indicaciones de las autoridades carlistas, para ultimar el plan de Alzamiento Nacional.
Al producirse el alzamiento militar el 18 de julio, Utrilla emitió la siguiente orden:

Mañana en Pamplona, a las 6 en punto de la mañana, formarán todas las Unidades del Requeté de Pamplona con uniforme completo y armamento, en la Plaza del C, enfrente del cuartel.

Triunfante el alzamiento en Navarra, el 23 de julio salió hacia Zaragoza al mando del Tercio de Requetés «María de las Nieves» y contribuyó de manera decisiva a que en esta ciudad vencieran los insurrectos. El mismo Utrilla fue quien puso la bandera española bicolor en el balcón de la Diputación de Zaragoza.
En septiembre la columna Utrilla participó en la toma del fuerte San Marcial y en la conquista de San Sebastián junto con los tercios de Lácar, Navarra y Montejurra. Posteriormente participó también en la conquista de Irún, Behobia, Fuenterrabía y finalmente Bilbao.
El 17 de septiembre las fuerzas de Utrilla llegaron de nuevo a Zaragoza y fueron destinadas al sector de Huesca, donde combatieron en la carretera de Barbastro y en el llamado «Estrecho Quinto» entre Huesca y Siétamo. El Tercio combatió junto a la 2.ª Bandera de la Legión y ocupó Alcolera y Biescas. En estas operaciones los requetés mandados por Utrilla tuvieron 21 bajas y algunos estuvieron varios días en una acequia con el agua hasta la cintura.
Posteriormente las tres compañías fueron trasladadas nuevamente a Quinto, donde permanecerían durante meses con el frente estabilizado. El teniente coronel Utrilla dejó entonces el mando de aquel Tercio, siendo sustituido por el capitán José Medrano.
En marzo de 1937 Utrilla fue destinado a Granada, donde dirigió el Tercio de Isabel la Católica, que estuvo operando en Órgiva.

### Posguerra

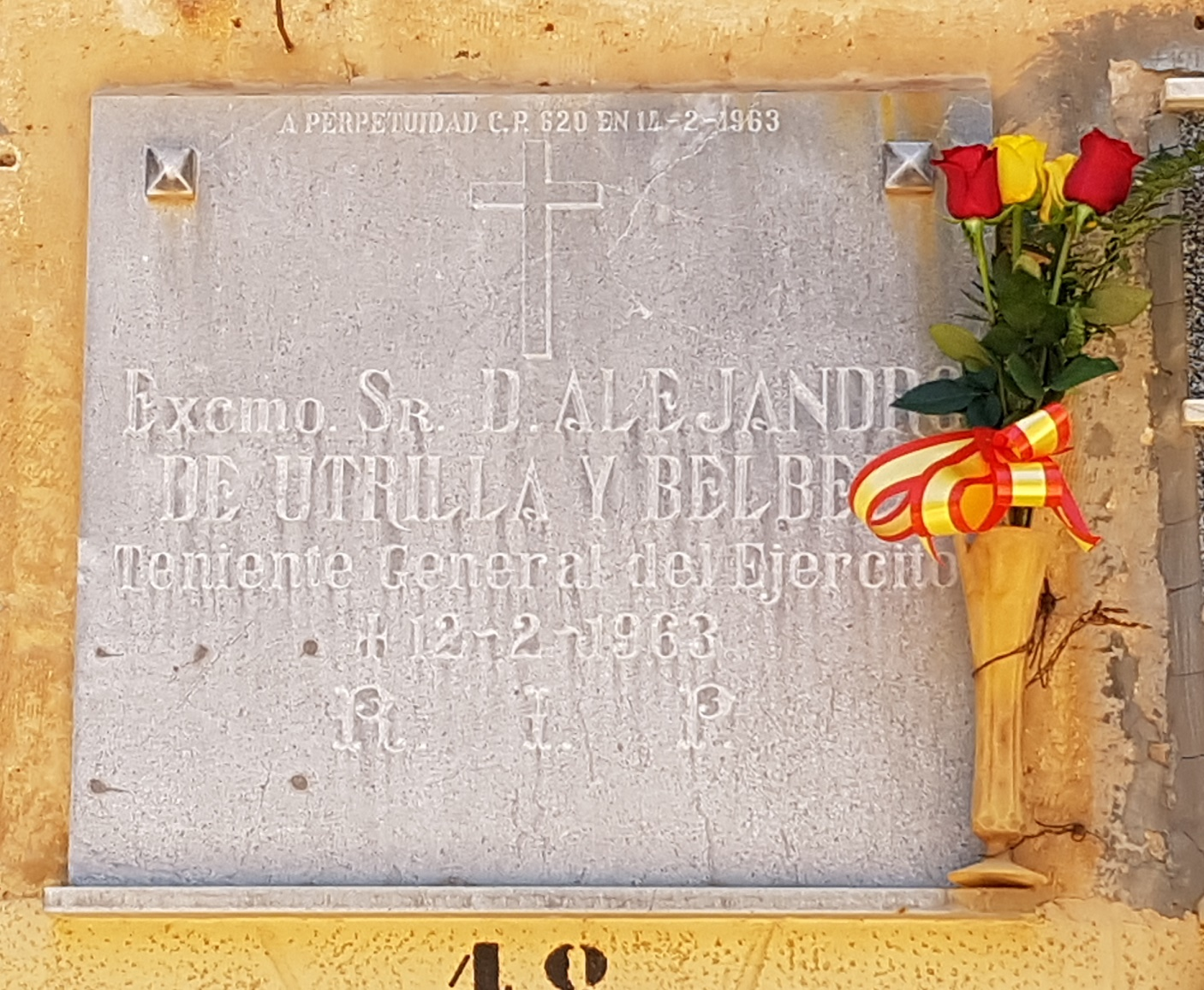
Lápida de Alejandro de Utrilla en el Cementerio de San José de Granada.

Ascendido a general de brigada, en 1940 fue nombrado jefe de la I Brigada de la División de Caballería. Fue condecorado en 1942 con la Gran Cruz de la Orden de San Hermenegildo y en 1943 obtuvo el ascenso a general de división. En noviembre de 1952 fue ascendido a teniente general y nombrado capitán general de las Islas Baleares, cargo que dejó en 1954 cuando fue nombrado capitán general de la VII Región Militar con sede en Valladolid. En septiembre de 1959 pasó a la reserva y se estableció en Granada, donde murió en febrero de 1963.
Formó parte de la llamada Regencia Nacional y Carlista de Estella (RENACE), agrupación fundada en 1958 y presidida por Mauricio de Sivatte.

## Familia
Alejandro de Utrilla Belbel estuvo casado con Consuelo León Bierosa y fue padre del letrado Alejandro de Utrilla León. Varios hijos de éste (nietos de Alejandro de Utrilla Belbel) han ocupado cargos políticos con el Partido Popular: Alejandro Utrilla Palombi ha sido concejal de Medio Ambiente en Móstoles; Elena de Utrilla Palombi ha sido concejal de Obras del Ayuntamiento de Madrid y diputada de la Asamblea de Madrid entre 1999 y 2011; y Mario de Utrilla Palombi ha sido alcalde de Sevilla la Nueva y diputado regional de la Asamblea de Madrid entre 1995 y 1999 y entre 2011 y 2015.